# Pranjal Banerjee
Pranjal Banerjee est un arbitre indien de football qui officie principalement en I-League. Il a été nommé arbitre de l'année par la fédération indienne de football en 2016.